# Macrobiotus ariekammensis
Macrobiotus ariekammensis är en djurart som tillhör fylumet trögkrypare, och som beskrevs av Barbara Wêglarska 1965. Macrobiotus ariekammensis ingår i släktet Macrobiotus och familjen Macrobiotidae. Inga underarter finns listade i Catalogue of Life.